# José Luis Rojas
José Luis Rojas Ramos (né le 5 avril 1992 à Junín) est un athlète péruvien, spécialiste du demi-fond.

Il remporte deux médailles lors des Championnats ibéro-américains 2018. 